# Historia oświaty w Polsce

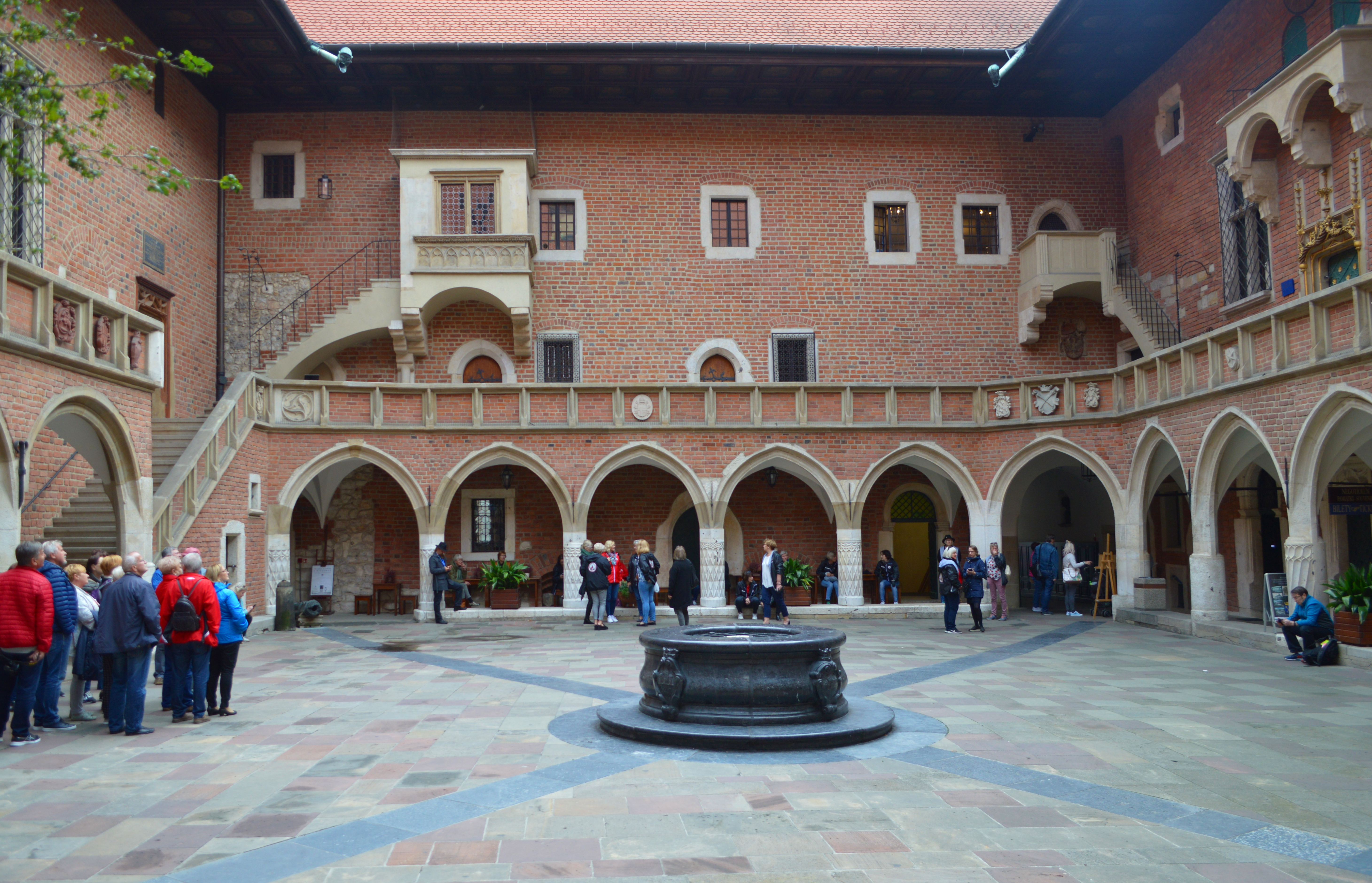
Collegium Maius, najstarsza część Uniwersytetu Jagiellońskiego, pierwszej polskiej uczelni (zał. w 1364)

Historia oświaty w Polsce – dzieje poczynań w historii Polski służących kształceniu i wychowaniu, zarówno w szkolnictwie podstawowym i średnim (ponadpodstawowym) jak i w szkolnictwie wyższym.

## Okres średniowieczny
Do najwcześniejszych form zorganizowanej oświaty na ziemiach polskich (biorąc pod uwagę także dzisiejszy teren Polski) zaliczyć można tworzone w XI i XII wieku szkoły katedralne przy siedzibach biskupich oraz szkoły kolegiackie. Powstały one w Poznaniu, Płocku, Wrocławiu, Włocławku, Krakowie, Sandomierzu, Wiślicy, Łęczycy, Głogowie, Legnicy i Brzegu. W XIII wieku przy wsparciu samorządu miejskiego nastąpił rozwój szkół parafialnych, co było efektem realizacji postanowień soboru laterańskiego IV (1215). W 1364 król Kazimierz III Wielki założył uniwersytet w Krakowie, wzorowany na uniwersytetach w Padwie i Bolonii. Uczelnię tę odnowił w 1400 król Władysław II Jagiełło, rozwijając ją w kierunku rozwiązań przyjętych na Uniwersytecie Paryskim (cztery wydziały).

## Okres renesansu i reformacji
W atmosferze renesansu wzrosła liczba wysyłanej młodzieży polskiej na studia za granicę. W 1519 biskup Jan Lubrański założył gimnazjum akademickie w Poznaniu (Akademia Lubrańskiego). Z kolei oddziaływanie reformacji powodowało powstawanie gimnazjów luterańskich: Elbląskiego Gimnazjum Akademickiego (1535), Gdańskiego Gimnazjum Akademickiego (1568) i Toruńskiego Gimnazjum Akademickiego (1568). Powstały także szkoły protestanckie w Bojanowie, Wschowie, Rawiczu, Zdunach. Kalwiniści założyli w 1551 gimnazjum w Pińczowie. Poważne dokonania oświatowe mieli bracia polscy zwani też arianami. Wśród nich wyróżniał się Wojciech z Kalisza, rektor gimnazjum ariańskiego w Lubartowie oraz współtwórca Akademii Rakowskiej. Bracia czescy utworzyli szkołę w Lesznie, kierowaną w latach 1636–1641 przez Jana Ámosa Komenský'ego.

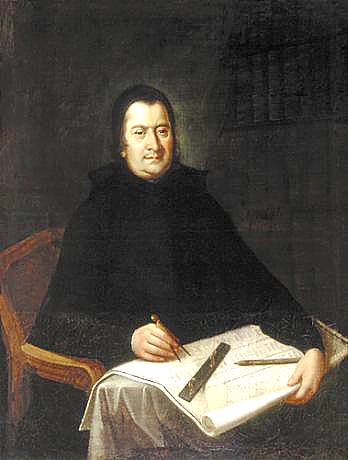
ks. Stanisław Konarski (1700–1773), reformator oświaty polskiej w XVIII wieku

## Okres kontrreformacji
Zaistnienie szkolnictwa protestanckiego przyspieszyło w XVI wieku rozwój katolickiego szkolnictwa parafialnego. Wiele nowych placówek oświatowych Kościoła katolickiego utworzyli sprowadzeni w 1564 do Polski jezuici. Stali się oni głównymi organizatorami szkół w kraju. Tworzyli kolegia jezuickie, spośród których dwa (w Wilnie i Lwowie) stały się podstawą nowych uniwersytetów: utworzonej w 1579 przez króla Stefana Batorego Akademii Wileńskiej i założonej w 1661 przez króla Jana II Kazimierza Akademii Lwowskiej.
Kontrreformacji przypisuje się także negatywne oddziaływanie na oświatę, w tym i panujący w XVII wieku kryzys w Akademii Krakowskiej. Wyrazem zdystansowania się od tych zjawisk było utworzenie w 1595 w Zamościu przez Jana Zamoyskiego Akademii Zamojskiej, półwyższej uczelni humanistycznej o profilu świeckim, kształcącej do służby publicznej.

## Okres oświecenia
Kluczową postacią dla rozwoju szkolnictwa polskiego w XVIII wieku był pijar ks. Stanisław Konarski. W założonym przez siebie w 1740 w Warszawie Collegium Nobilium wdrożył nowy program nauczania (filozofia nowożytna, języki nowożytne, przyrodoznawstwo, zreformowana łacina, język polski), w którym duży nacisk kładł na wychowanie obywatelskie. Zgodnie z tymi założeniami przeprowadził w latach 1753–1756 reformę szkół pijarskich oraz wpłynął na zmiany w szkołach jezuickich.
Nowatorskim rozwiązaniem było utworzenie przez króla Stanisława Augusta Poniatowskiego w 1765 państwowej szkoły kształcącej do służby publicznej (wojskowej i cywilnej) pn. Szkoła Rycerska (właśc. Akademia Szlacheckiego Korpusu Jego Królewskiej Mości i Rzeczypospolitej).
W 1773 Sejm utworzył Komisję Edukacji Narodowej, świecki organ władzy państwowej odpowiedzialny za oświatę w państwie. KEN przejęła majątek pozostały po kasacie zakonu jezuitów, w tym kolegia i szkoły jezuickie. Przyjęła jednolitą politykę oświatową dla całego kraju. Nowy program nauczania wprowadzał polszczyznę jako język wykładowy, naukę przyrody, fizyki, matematyki, elementów prawa, etyki opartej na prawie naturalnym. Pod kierunkiem Hugo Kołłątaja Komisji dokonała reformy Akademii Krakowskiej i Akademii Wileńskiej, określanych mianem „szkół głównych”. Utworzono Towarzystwo do Ksiąg Elementarnych, które przygotowało serię podręczników dla szkół narodowych. Wprowadzono nadzór pedagogiczny nad całokształtem szkolnictwa (za nadzór odpowiadały szkoły główne). Dla sprawnego zarządzania szkołami teren państwa podzielono na 10 wydziałów (6 w Koronie i 4 na Litwie). Zatrudniono wizytatorów szkolnych.

## Okres zaborów
W XIX wieku w zaborze rosyjskim początkowo Polacy posiadali znaczne swobody oświatowe. Adam Jerzy Czartoryski, Stanisław Kostka Potocki, Tadeusz Czacki, Jan Śniadecki i Jędrzej Śniadecki nawiązywali w swoich działaniach na rzecz edukacji do dokonań Komisji Edukacji Narodowej. Na przełomie XVIII i XIX kluczowym ośrodkiem edukacyjnym na tym obszarze był Uniwersytet Wileński. W 1805 Tadeusz Czacki we współpracy z Hugonem Kołłątajem zorganizował Liceum Krzemienieckie.
Sprawami oświaty w Księstwie Warszawskim zarządzała utworzona w 1807 Izba Edukacyjna, w 1812 przemianowana na Dyrekcję Edukacji Narodowej. Wiodącymi działaczami oświatowymi byli wówczas Stanisław Kostka Potocki i Stanisław Staszic. Do czołowych osiągnięć Izby Edukacyjnej należało uchwalenie ustawy z 12 stycznia 1808 o urządzeniu szkół miejskich i wiejskich elementarnych.
Po kongresie wiedeńskim (1815) powstał w 1816 Uniwersytet Warszawski, złożony z 5 wydziałów (do wybuchu powstania listopadowego miał 1254 absolwentów). Centralnym organem administracji oświatowej Królestwa Kongresowego była Komisja Rządowa Wyznań Religijnych i Oświecenia Publicznego. W 1821 na jej czele stanął Stanisław Grabowski. Inną ważną postacią Komisji Rządowej był Józef Kalasanty Szaniawski. W okresie ich działalności dokonywał się upadek szkolnictwa elementarnego. Stanisław Staszic przyczynił się do rozwoju szkolnictwa zawodowego, co było elementem jego planów uprzemysłowienia kraju. Staszic zainicjował powstanie w 1816 w Kielcach Szkoły Akademiczno-Górniczej. W 1818 założono Szkołę Szczególną Leśnictwa, a w 1819 w Marymoncie k. Warszawy Instytut Agronomiczny i Instytut Weterynaryjny. W 1826 w Warszawie powstała Szkoła Architektury Cywilnej.
W następstwie powstania listopadowego władze carskie zamknęły w 1831 Uniwersytet Warszawski i Uniwersytet Wileński, w szkołach elementarnych i średnich wprowadziły rosyjski język wykładowy. Wdrożono stanowcze działania rusyfikacyjne. Zlikwidowano wiele szkół. Jednak w 1841 ze względów pragmatycznych otwarto w Warszawie Szkołę Realną, w 1857 Akademię Medyko-Chirurgiczną. Wznowiono też działalność Instytutu Agronomicznego w Marymoncie. Na czele utworzonej w 1861 Komisji Rządowej Wyznań Religijnych i Oświecenia Publicznego stanął jako dyrektor Aleksander Wielopolski. W 1862 władze rosyjskie wydały ustawę o wychowaniu publicznym w Królestwie Polskim. Przywróciła ona w szkołach polski język wykładowy i przyznała im częściową autonomię. Wprowadzony przez nią nowy ustrój szkolny powoływał 4-klasowe gimnazjum niższe i 7-klasowe gimnazjum wyższe. Utworzono dwie uczelnie: Szkołę Główną Warszawską oraz Instytut Rolniczo-Leśny w Puławach.
Powstanie styczniowe (1863–1864) spowodowało zlikwidowanie przez władze carskie autonomii szkolnictwa, jego natychmiastową i całkowitą rusyfikację. Zredukowano szkolnictwo elementarne. Szkoła Główna Warszawska stała się w 1869 r. uniwersytetem rosyjskim.
Rusyfikacja szkolnictwa spowodowała po stronie polskiej konspiracyjne działania oświatowe. Wiązały się one z akcją samokształcenia młodzieży, wykładami w Uniwersytecie Latającym (1887–1905), tzw. uniwersytetami ludowymi, rozwojem czasopiśmiennictwa. Działalność samokształceniową wspierały takie wydawnictwa jak np. ukazujący się od 1897 r. Poradnik dla Samouków (redaktor: Stanisław Michalski).
Rewolucja 1905 roku w Królestwie Polskim wywołała w społeczeństwie polskim sprzeciw wobec szkolnictwa rosyjskiego. Rozpoczęty wówczas bojkot tych placówek trwał do wybuchu I wojny światowej. W tym czasie rozwinęły się społeczne formy oświatowe jak Uniwersytet dla Wszystkich (na bazie uniwersytetów ludowych), Wyższe Kursy Naukowe (na bazie Uniwersytetu Latającego). Szkolnictwo elementarne rozwijane było przez Polską Macierz Szkolną, a powszechne zjawisko analfabetyzmu (w 1897 aż 69,5% ludności Królestwa było analfabetami) zwalczało m.in. Stowarzyszenie Kursów dla Analfabetów Dorosłych. W 1906 utworzono prywatną Szkołę Handlową im. Leopolda Kronenberga.
W zaborze austriackim szkolnictwo korzystało z dobrodziejstw autonomii dla Galicji, co pozwalało na nadanie mu profilu polskiego, wszakże lojalistycznego względem monarchii habsburskiej. Za sprawy oświatowe odpowiadała tam Rada Szkolna Krajowa.

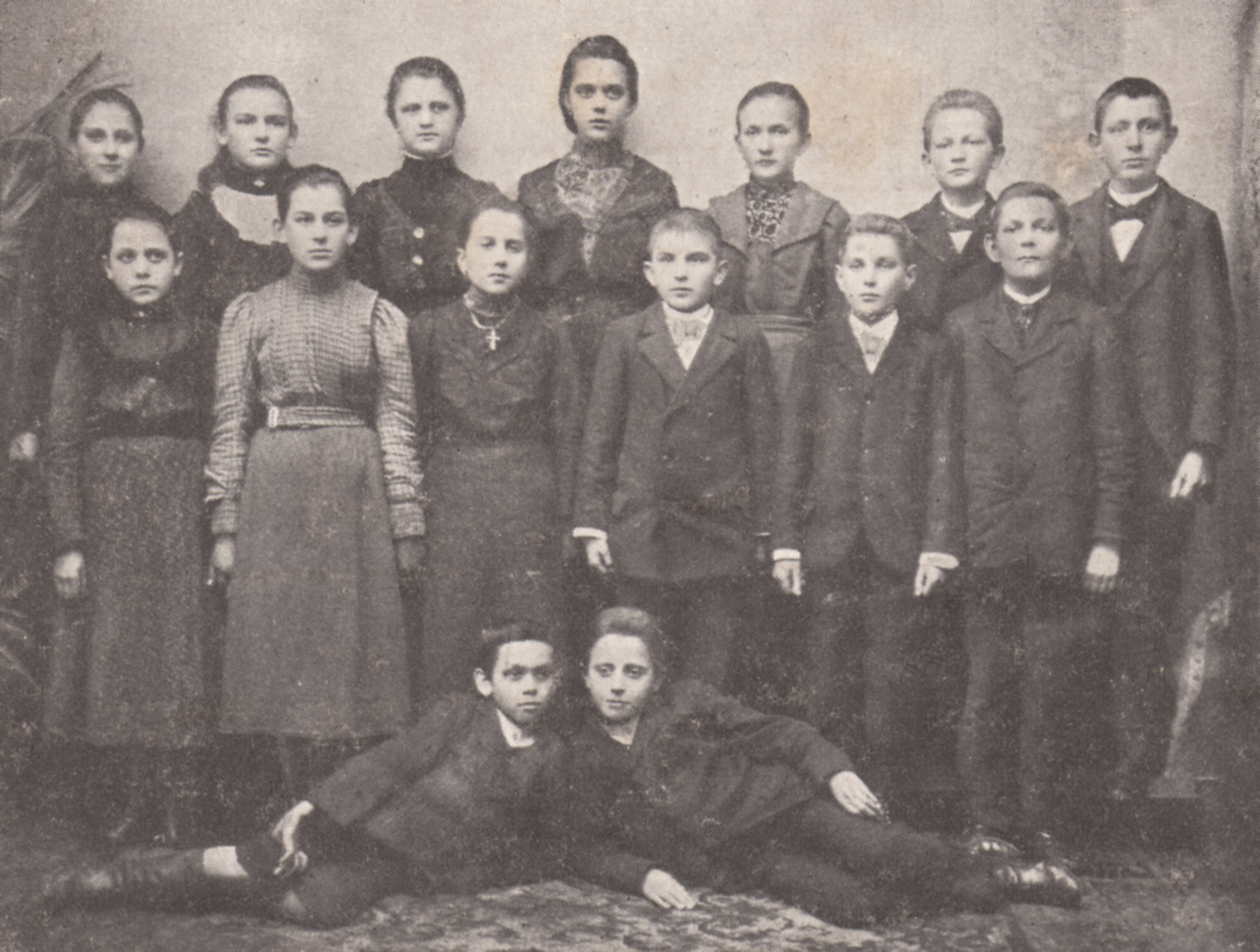
Dzieci polskie uczestniczące w strajku szkolnym we Wrześni w 1901

Na terenie zaboru pruskiego w szkołach wprowadzono niemiecki jako język nauczania. Wiosna Ludów przyczyniła się do zmniejszenia presji germanizacyjnej. Do szkół elementarnych, niższych klas gimnazjalnych, szkół na Śląsku i gimnazjów protestanckich wprowadzono polski język wykładowy. Ewaryst Estkowski przyczynił się do rozwoju szkół elementarnych (ludowych). W drugiej połowie XIX w. powróciła polityka niemczenia. W reakcji na tę tendencję doszło w 1901 r. do strajku uczniów we Wrześni, który rozszerzył się poza tę miejscowość i w różnych postaciach kontynuowany był do 1907 r. Polskie działania oświatowe wspierane były przez inicjatywy pozaszkolne. Należało do nich utworzenie pierwszego w historii polskiego czasopisma pedagogicznego „Szkoła Polska” (1849–1853), zakładanie towarzystw oświatowych (np. powstałe w 1841 Towarzystwo Naukowej Pomocy im. Karola Marcinkowskiego, Towarzystwo Czytelni Ludowych), działalność teatrów amatorskich.
Do grona czołowych pedagogów polskich okresu zaborów zaliczali się m.in. Jan Władysław Dawid, Stanisław Karpowicz, Izabela Moszczeńska-Rzepecka, Stefania Sempołowska, Aniela Szycówna, Maria Weryho.
Po wybuchu I wojny światowej ożywiła się działalność polskich środowisk nauczycielskich. W 1914 r. powstała w Warszawie Komisja Pedagogiczna. Jej odpowiednikiem w Krakowie było założone w 1915 Centralne Biuro Szkolne. Zorganizowano ogólnopolskie zjazdy nauczycielskie: w Warszawie w grudniu 1917, w Krakowie w styczniu 1918 i w Piotrkowie w sierpniu 1918.

## Okres II Rzeczypospolitej
W odrodzonym po I wojnie światowej państwie polskim w grudniu 1918 utworzono Ministerstwo Wyznań Religijnych i Oświecenia Publicznego. Na jego czele stanął Ksawery Prauss. Ministerstwo powstało na bazie Departamentu Wyznań Religijnych i Oświecenia Publicznego powołanego przez Radę Stanu Królestwa Polskiego.
Do 1922 roku trwał w skali całego kraju proces ujednolicenia systemu szkolnego. W dniach 14–17 kwietnia 1919 Ministerstwo Wyznań Religijnych i Oświecienia Publicznego zorganizowało Ogólnopolski Zjazd Nauczycielski zwany „Sejmem Nauczycielskim”. Przyjął on założenia nowego ustroju szkolnego. Jego elementami miały być: jednolita i bezpłatna szkoła powszechna, 7-letni obowiązek szkolny, drożność kształcenia w szkołach poszczególnych szczebli umożliwiająca dostęp do wykształcenia wyższego. Postulaty zjazdu zostały uwzględnione częściowo. Dekret Naczelnika Państwa z 7 lutego 1919 o obowiązku szkolnym wprowadził obowiązkową, bezpłatną 7-klasową szkołę powszechną (obowiązek rozpoczynał się w 7. roku życia i kończył w 14.). Wdrażanie postanowień dekretu natrafiało na liczne przeszkody. W roku szkolnym 1922/1923 nauczanie początkowe odbywało: w województwach zachodnich 94,7% dzieci, na Śląsku – 86,3%, w Galicji – 76%, w województwach centralnych – 66,2%, we wschodnich – 34,7%. W ramach szkolnictwa średniego istniało 8-klasowe gimnazjum obejmujące dwa stopnie: pierwsze 3 klasy miały charakter ogólnokształcący, pozostałe 5 częściowo ukierunkowany. Matura zdawana na koniec nauki w gimnazjum była przesłanką rozpoczęcia studiów wyższych. Obok szkół publicznych istniały szkoły prywatne. Nauka we wszystkich szkołach średnich i wyższych była odpłatna.
Częścią systemu szkolnego II Rzeczypospolitej było szkolnictwo dla mniejszości narodowych. W roku szkolnym 1929/1930 istniało 790 szkół powszechnych z ukraińskim językiem nauczania i 2336 szkół dwujęzycznych (tzw. utrakwistycznych) z językiem polskim i ukraińskim; 26 szkół powszechnych z językiem białoruskim, 51 szkół utrakwistycznych z językiem polskim i białoruskim oraz 3 gimnazja. W roku szkolnym 1934/1935 działały 394 szkoły powszechne z niemieckim językiem nauczania, 203 szkoły utrakwistyczne oraz 15 gimnazjów. Istniały również m.in. szkoły żydowskie, jednak nie traktowano ich jako szkoły mniejszości narodowej, lecz mniejszości wyznaniowej.

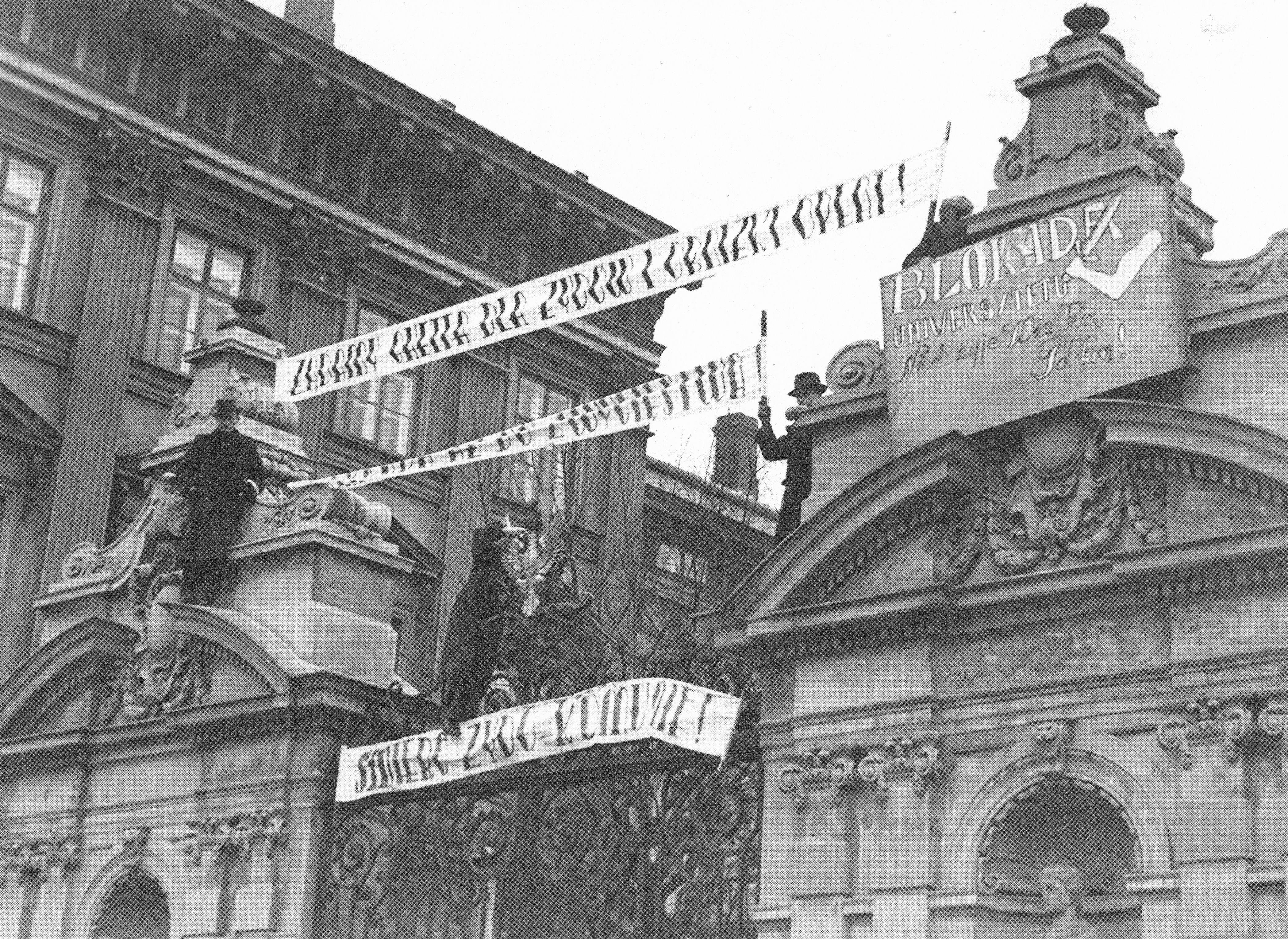
Transparenty na bramie głównej Uniwersytetu Warszawskiego w 1936 domagające się wprowadzenia na uczelni getta ławkowego

W II Rzeczypospolitej istniało pięć uniwersytetów: Uniwersytet Jagielloński, Uniwersytet Warszawski, Uniwersytet Jana Kazimierza we Lwowie, Uniwersytet Stefana Batorego w Wilnie i Uniwersytet Poznański. Obok tego działały inne duże uczelnie państwowe: Politechnika Warszawska, Politechnika Lwowska, Akademia Medycyny Weterynaryjnej we Lwowie, Szkoła Główna Gospodarstwa Wiejskiego w Warszawie i Akademia Górnicza w Krakowie. Prywatnymi szkołami wyższymi były: Akademia Sztuk Pięknych w Krakowie, Katolicki Uniwersytet Lubelski, Wolna Wszechnica Polska w Warszawie, Wyższa Szkoła Handlowa w Warszawie (od 1933 Szkoła Główna Handlowa). W 1938 istniało 25 szkół wyższych, w których kształciło się ok. 48 tys. studentów. Do grupy wyższych szkół zawodowych zaliczały się: Szkoła Inżynierska im. A. Wawelberga i S. Rotwanda w Warszawie (zał. 1895), Państwowa Szkoła Techniczna w Wilnie (zał. 1922) oraz wyższe szkoły pedagogiczne (tzw. pedagogia), m.in. w Katowicach, Krakowie, Kielcach oraz Państwowy Instytut Pedagogiki Specjalnej w Warszawie (założony w 1922 za sprawą Marii Grzegorzewskiej).
W latach 20. i 30. zgłoszono szereg koncepcji całościowych reform oświaty. Najważniejsze z nich zgłosili Stanisław Grabski (1925), Gustaw Dobrucki (1927), Janusz Jędrzejewicz i Kazimierz Pieracki (1932).
Ustawą z 1932 wprowadzono reformę systemu szkolnego, zwaną od nazwiska jej twórcy i ministra wyznań religijnych i oświecenia publicznego Janusza Jędrzejewicza, „reformą jędrzejewiczowską”. W nowym modelu obok szkół powszechnych (szkoły powszechne I, II i III stopnia, tj. 4-, 6- i 7-klasowe) istniało 4-letnie gimnazjum (wstęp na podstawie egzaminu po ukończeniu 6 klas szkoły powszechnej). Rozpoczęcie studiów wyższych było warunkowane ukończeniem 2-letniego liceum o programie ukierunkowanym (humanistycznym, matematyczno-fizycznym, przyrodniczym i klasycznym). Ustawa poniosła rangę szkolnictwa zawodowego. W miejsce dawnych 5-letnich seminariów nauczycielskich utworzono 3-letnie licea pedagogiczne. Szkolnictwo wyższe zostało przeobrażone ustawą z 15 marca 1933. Dokonała ona ograniczenia autonomii uniwersytetów i innych uczelni. Minister uzyskał prawo zatwierdzania rektorów, tworzenia i znoszenia katedr i wydziałów w uczelniach. Senaty uczelni utraciły wiele uprawnień. Korzystając z tej regulacji minister m.in. ze względów politycznych zlikwidował wiele katedr.

## Okres II wojny światowej
Na terenach przyłączonych po 1 września 1939 do terytorium III Rzeszy całkowicie zlikwidowano szkolnictwo polskie. Nauczyciele i wykładowcy tych placówek zostali wysiedleni do Generalnego Gubernatorstwa lub uwięzieni. W Generalnym Gubernatorstwie władze okupacyjne pozostawiły jedynie szkoły powszechne i zawodowe, przy czym zakres i poziom nauczania został z rozmysłem zredukowany. Szkoły średnie i wyższe zostały zamknięte jesienią 1939. W ramach tzw. Sonderaktion Krakau władze niemieckie aresztowały profesorów Uniwersytetu Jagiellońskiego oraz Akademii Górniczej i osadziły ich w obozach koncentracyjnych. Był to element akcji wyniszczania inteligencji polskiej („Intelligenzaktion”). Władze podziemnego państwa polskiego zorganizowały tajne nauczanie obejmujące wszystkie szczeble i typy szkolnictwa, łącznie z kształceniem akademickim. Ogółem w tajnym nauczaniu uczestniczyło około 1 miliona uczniów i studentów. W grudniu 1939 utworzono Tajną Organizację Nauczycielską kierowaną przez Czesława Wycecha. W 1940 w Delegaturze Rządu na Kraj utworzono Departament Oświaty i Kultury, któremu podlegały okręgowe biura oświaty, będące władzą zwierzchnią dla powiatowych i gminnych komisji oświaty i kultury. Tajne nauczanie prowadzone było także w odciętych od ogółu społeczeństwa gettach żydowskich. Poza Generalnym Gubernatorstwem na mniejszą skalę tajne nauczanie było prowadzone w Wielkopolsce, na Śląsku i na Pomorzu.

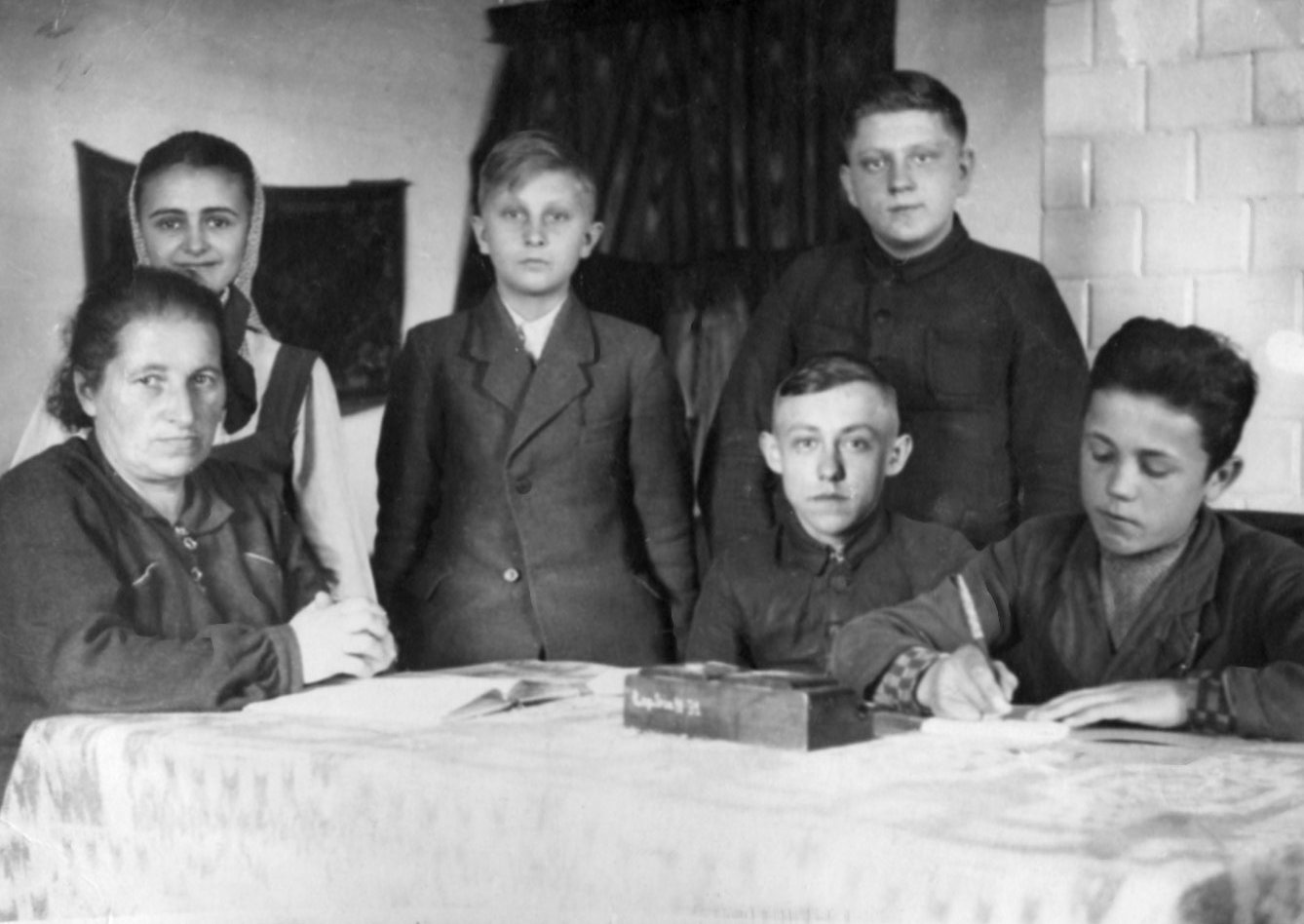
Tajne komplety pod okupacją niemiecką w miejscowości Łopiennik w 1941

W wyniku terroru hitlerowskiego w latach 1939–1945 zginęło ok. 9 tys. nauczycieli i ok. 640 profesorów, docentów i asystentów. Zniszczono lub uszkodzono ok. 6840 szkół powszechnych, 203 szkoły średnie, 295 szkół zawodowych. Okupant zagrabił niemal cały majątek szkół wyższych.
Pod rozpoczętą 17 września 1939 okupacją sowiecką upaństwowiono wszystkie szkoły prywatne, w tym kościelne. Szkoły stały się obszarem indoktrynacji komunistycznej. Kontynuował działalność uniwersytet we Lwowie, lecz nadano mu charakter ukraiński i komunistyczny. Po wyparciu w 1941 przez III Rzeszę okupanta sowieckiego ze wschodnich terenów państwa polskiego władze niemieckie dopuściły istnienie szkolnictwa ukraińskiego, z którego korzystała także ludność polska (31% słuchaczy i 70% nauczycieli), z wyjątkiem skazanych na wyniszczenie Żydów.

## Okres Polski Ludowej
Elementem przywracania struktur państwa polskiego po zakończeniu okupacji niemieckiej było uruchamianie placówek oświatowych i szkolnictwa wyższego zgodnie z przepisami ustawodawstwa międzywojennego. Zorganizowany w czerwcu 1945 w Łodzi Ogólnopolski Zjazd Oświatowy, który zgromadził pond 500 delegatów ze środowisk nauczycielskich, administracji państwowej i ugrupowań politycznych, postulował wprowadzenie „powszechności, bezpłatności, publiczności i jednolitości szkolnictwa, decentralizację sieci szkół średnich, obowiązku zakładania i utrzymywania przedszkoli przez państwo i samorząd, wprowadzenie 8-klasowej, obowiązkowej i jednolitej pod względem organizacyjnym i programowym szkoły na wsi i w mieście, rozwijanie szkół zawodowych, opartych na podbudowie szkoły 8-klasowej, wprowadzenie obowiązku kształcenia zawodowego dla młodzieży pracującej i niepracującej do 18 roku życia, rozwijanie instytucji oświaty dorosłych oraz przeznaczanie przez państwo i samorząd odpowiednich sum na internaty i stypendia”.
W roku akademickim 1945/1946 na powrót działały na nowym terytorium państwa wszystkie szkoły wyższe istniejące tam przed wybuchem II wojny światowej. Utworzono też nowe uniwersytety w Łodzi (Uniwersytet Łódzki), Toruniu (Uniwersytet Mikołaja Kopernika) i Lublinie (Uniwersytet Marii Curie-Skłodowskiej). Powstało wiele wyższych szkół pedagogicznych. W szkołach wyższych kształciło się w początkowych latach powojennych 55 tys. studentów, czyli więcej niż w ostatnim pełnym roku akademickim w II Rzeczypospolitej.
Jednym z największych osiągnięć pierwszych lat powojennych były działania mające na celu likwidację analfabetyzmu. W latach 1949 w akcji zwalczania analfabetyzmu wzięło udział ok. 80 tys. nauczycieli. Obowiązkową nauką czytania i pisania objęto ponad 1 mln spośród ok. 1,5 mln analfabetów wieku 14–50 lat. Na skutek tych działań analfabetyzm przestał istnieć w Polsce jako zjawisko masowe.
W pierwszych latach po II wojnie światowej rozwinięto instytucje edukacji permanentnej, w czym zasługi położyły m.in. instytucje społeczne: Ludowy Instytut Oświaty i Kultury, Towarzystwo Uniwersytetów Ludowych Rzeczypospolitej Polskiej, Towarzystwo Uniwersytetu Robotniczego.
Kolejny model oświaty w Polsce wprowadzono na fali stalinizacji życia państwowego, generowanej przez rządzącą monopartię komunistyczną (PZPR) i aparat władzy. Działalność oświatowo-wychowawcza miała odtąd opierać się na ideologii marksistowsko-leninowskiej. W 1949 do szkół wprowadzono obowiązkową naukę języka rosyjskiego. Wszczęto proces likwidacji szkół prywatnych i eliminacji nauki religii ze szkół państwowych. Podstawą systemu szkolnego stały się obowiązkowe szkoły 7-klasowe, na bazie których rozpoczynano naukę w szkołach licealnych (klasy VIII-XI).
W związku z uprzemysłowieniem kraju, powodującym ruch migracyjny ze wsi do miast, rozwinięto szkolnictwo zawodowe, podlegające utworzonemu w 1949 Centralnemu Urzędowi Szkolenia Zawodowego (istniał do 1956). Ustawa z lipca 1958 warunkowała zatrudnienie młodzieży poniżej 18 roku życia dokształcaniem się w szkole ogólnokształcącej lub zawodowej. Jej konsekwencją był rozwój szkół przyzakładowych. Rozbudowa szkolnictwa zawodowego, przy jednoczesnym hamowaniu dalszego rozwoju liceów ogólnokształcących, dokonywała się głównie przez mnożenie szkół przygotowujących do praktycznego wykonywania zawodu (szkoły przysposobienia zawodowego oraz zasadnicze szkoły zawodowe). Szkoły te nie otwierały szans dalszego kształcenia, zaniedbywały wykształcenie ogólne. Ujemną stroną szkół zawodowych była ich nadmierna specjalizacja, rozmijająca się z potrzebami rynku pracy.
W szkołach wyższych w 1947 wprowadzono dwustopniowość studiów (3- lub 4-letnie studia zawodowe i 2-letnie studia magisterskie). Zasada ta nie stosowała się do studiów medycznych. Na przełomie lat 40. i 50. wyłączono z uniwersytetów wydziały medyczne, weterynaryjne, rolnicze i leśne, tworząc z nich odrębne uczelnie (w tym akademie medyczne). W 1954 usunięto z uniwersytetów wydziały teologiczne i utworzono Akademię Teologii Katolickiej w Warszawie i Chrześcijańską Akademię Teologiczną w Warszawie. W związku z przyznaniem ideologii marksistowsko-leninowskiej statusu obowiązującego w szkolnictwie, stanowiska nauczycieli i wykładowców utraciło wiele osób otwarcie sprzeciwiających się temu stanowi rzeczy.

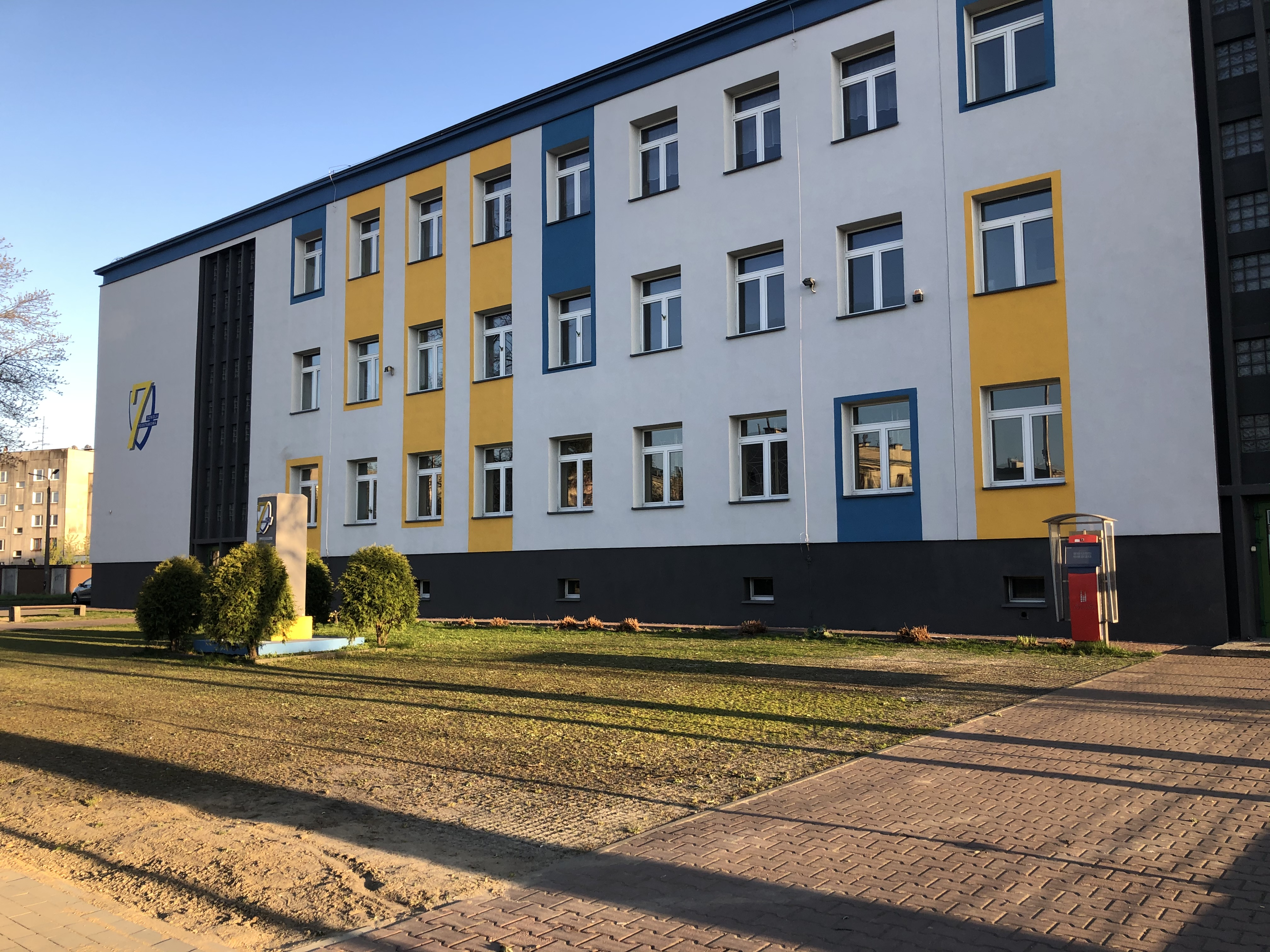
Pierwsza w kraju Szkoła Tysiąclecia („tysiąclatka”) w Czeladzi (1959)

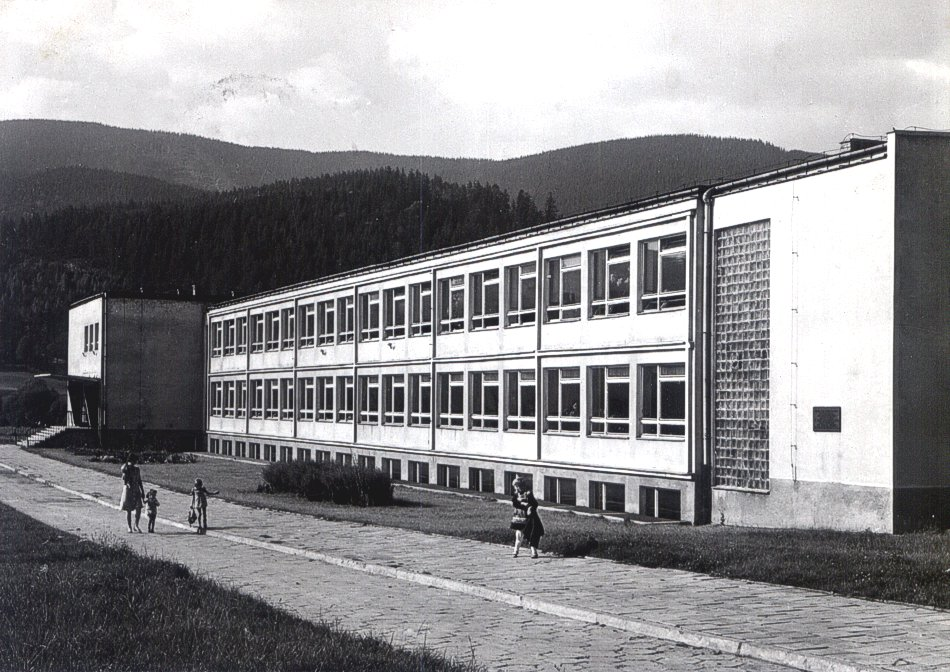
Szkoła Tysiąclecia w Węgierskiej Górce (1973)

Ustawa z 1951 pozbawiła szkoły wyższe autonomii. Uprawnienia ciał kolegialnych uczelni zostały w pewnym stopniu rozszerzone na podstawie regulacji ustawowej z 1956. W latach 1951–1961 liczba studentów wzrosła od 141 000 do 172 000.
Komunistyczne władze państwa poddały środowisko naukowe ścisłemu nadzorowi. Wyrazem tego było ustanowienie w 1951 Centralnej Komisji Kwalifikacyjnej, organu państwowego zajmującego się nadawaniem tytułów naukowych, po uprzedniej weryfikacji także pozanaukowych cech kandydatów.
Jedynymi osobami, które w okresie PRL (1952–1981) w opozycji do państwowego systemu szkolnictwa prowadziły edukację domową, byli Danuta Boba i Bartłomiej Maria Boba.
Ustawa z 15 lipca 1961 wprowadziła reformę szkolną. Jednym z jej przejawów było ustanowienie 8-klasowej szkoły podstawowej i przedłużenie obowiązku szkolnego do 17. roku życia. Szkołom nadano świecki charakter, usunięto naukę religii ze szkół, co wymusiło powstawanie pozaszkolnych punktów katechetycznych. W latach 1962–1971 wzrosły nakłady na oświatę. Od 1959 do 1965 dla uczczenia 1000-lecia państwa polskiego wzniesiono ponad 1200 nowych „szkół tysiąclecia” (tzw. „tysiąclatek”). Reforma oświatowa poprawiła sytuację nauczycieli. Rozwinięto kształcenie tej grupy zawodowej poprzez rozbudowę 2-letnich studiów nauczycielskich (do 1970 w tym trybie wykształcono 150 tys. nauczycieli).
Uchwalona 31 marca 1965 ustawa o szkolnictwie wyższym umożliwiła m.in. rozwój instytutów wewnątrzuczelnianych, wprowadziła punkty preferencyjne dla kandydatów na studia pochodzenia robotniczego i chłopskiego (tzw. punkty za pochodzenie). W latach 60. dwukrotnie wzrosła liczba studentów (do 330,8 tys. w roku akademickim 1970/1971). Protesty studenckie z 1968 dały władzom PRL pretekst do zaostrzenia nadzoru ministerialnego nad uczelniami.
W latach 70. władze państwowe opracowały koncepcję 10-letniej szkoły ogólnokształcącej (tzw. „10-latki”). Na jej bazie miało opierać się dalsze kształcenie: 2-letnie szkoły kierunkowe dla kandydatów na studia wyższe i 2-letnie szkoły zawodowe dla osób planujących przejście do pracy zawodowej. W 1981 porzucono plany reformy strukturalnej systemu oświatowego.

## Okres III Rzeczypospolitej
Przełom ustrojowy w Polsce zapoczątkowany w 1989 umożliwił uzyskanie przez szkoły państwowe szerokiej autonomii, także programowej. Jednocześnie wprowadzono do nich dobrowolną naukę religii. W latach 1991–1996 przekazano szkoły państwowe gminom jako podstawowym jednostkom samorządu terytorialnego. Nastąpił rozwój szkolnictwa prywatnego, w dużym stopniu za sprawą Społecznego Towarzystwa Oświatowego. Po 1989 dokonał się nienotowany w całym okresie powojennym wzrost liczby szkół mniejszości narodowych.

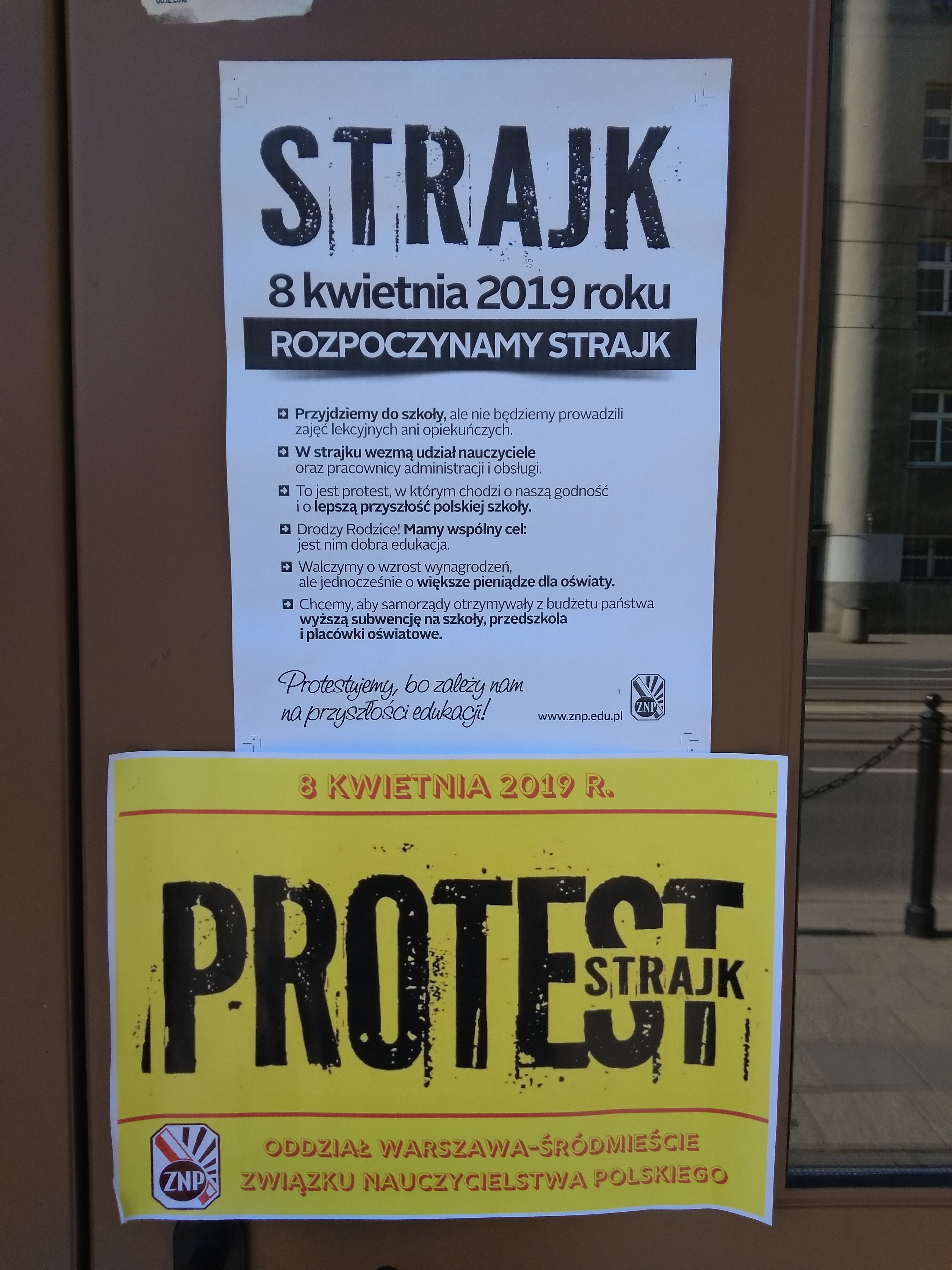
Plakaty informujące o strajku nauczycieli odbytym wiosną 2019

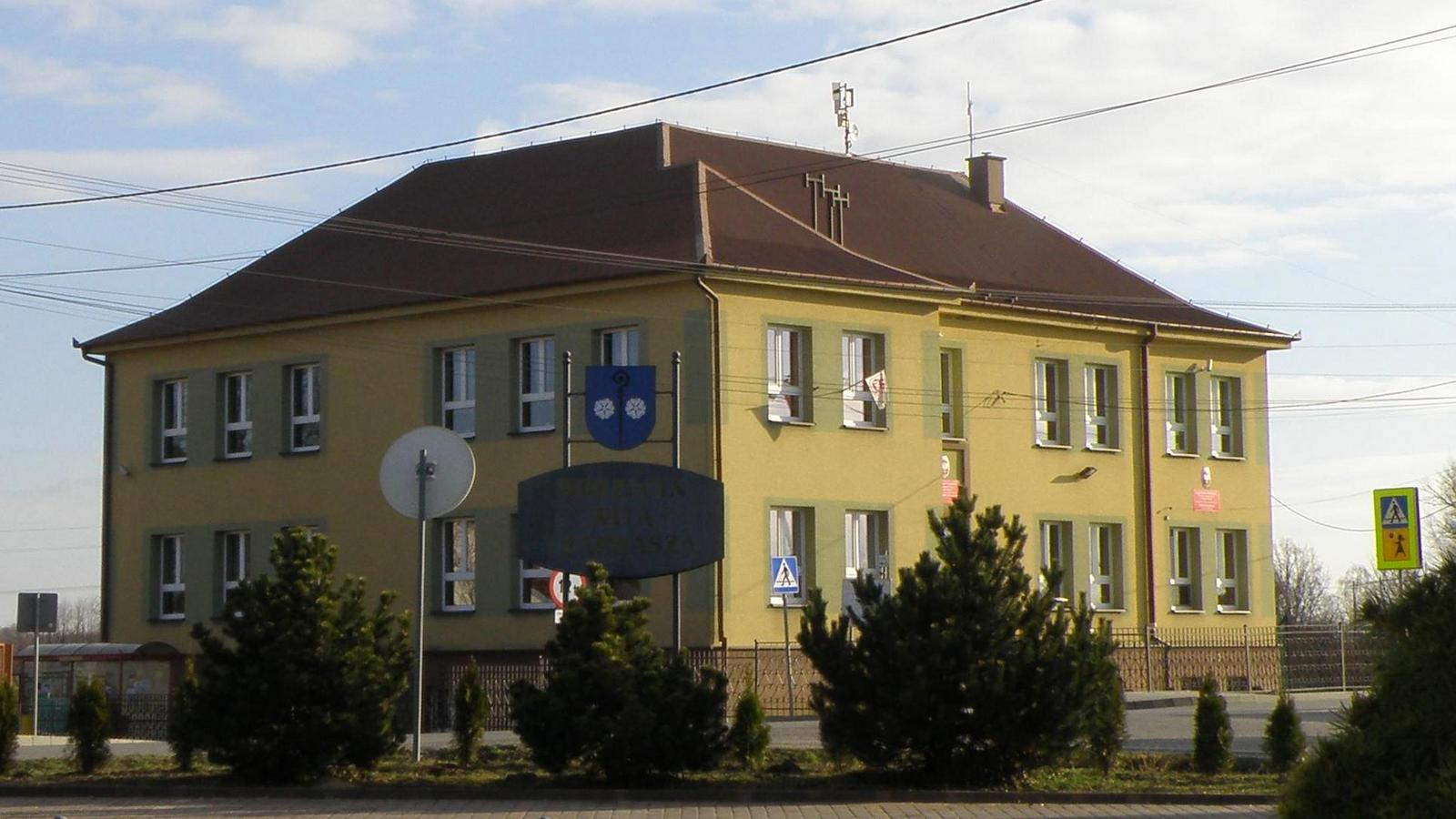
Oflagowany budynek szkolny podczas protestu w 2019 r.

Wzrosła liczba studentów szkół wyższych: w 1990 było ich ok. 400 tys., zaś w 2000 ok. 1,6 miliona.
Konstytucja RP z 2 kwietnia 1997, uregulowała sprawy oświatowe, w tym wydłużyła obowiązek nauki do 18. roku życia.
W 1999 rozpoczęto wdrażanie reformy systemu oświaty. Dla większości szkół organami prowadzącymi zostały jednostki samorządu terytorialnego. Utworzono 6-letnią szkołę podstawową, 3-letnie gimnazjum oraz szkoły ponadgimnazjalne (3-letnie licea profilowane, 2-letnie szkoły zawodowe i 2-, 3- lub 4-semestralnych policealnych szkół zawodowych). W 2000 wprowadzono system awansu zawodowego nauczycieli, służący podnoszeniu kwalifikacji przez nauczycieli i zróżnicowanie ich statusu pod względem prestiżu i zarobków.
W 2017 zapoczątkowana została kolejna reforma systemu oświaty. Jednym z jej przejawów była likwidacja gimnazjów i przywrócenie 8-klasowej szkoły podstawowej.
Szkoły wyższe w Polsce uzyskały po 1989 prawa autonomii. Ich status regulowała ustawa z dnia 12 września 1990 r. o szkolnictwie wyższym, ustawa z dnia 26 czerwca 1997 r. o wyższych szkołach zawodowych, ustawa z dnia 27 lipca 2005 r. Prawo o szkolnictwie wyższym. 1 października 2018 zaczęła obowiązywać ustawa z dnia 20 lipca 2018 r. Prawo o szkolnictwie wyższym i nauce (tzw. Konstytucja dla nauki powstała z inicjatywy ministra nauki i szkolnictwa wyższego Jarosława Gowina).
Proces nadawania stopni naukowych i tytułów naukowych do stycznia 2021 podlegał nadzorowi Centralnej Komisji do Spraw Stopni i Tytułów, a po tej dacie Radzie Doskonałości Naukowej.
Od 1 września 2022 do systemu awansu zawodowego nauczycieli wprowadzono zmiany, m.in. zmieniające liczbę stopni awansu zawodowego i sposób ich uzyskiwania.